# Uwe Kagelmann
Uwe Kagelmann (ur. 6 września 1950 w Dreźnie) – niemiecki łyżwiarz figurowy, startujący w parach sportowych z Manuelą Groß. Dwukrotny brązowy medalista olimpijski z Sapporo (1972) i Innsbrucka (1976), dwukrotny brązowy medalista mistrzostw świata (1973, 1975), dwukrotny brązowy medalista mistrzostw Europy (1972, 1975) oraz trzykrotny mistrz kraju (1971, 1972, 1974). Po zakończeniu kariery amatorskiej został trenerem łyżwiarskim klubie Feldkircher EC Happy on Ice w Feldkirch (Austria).
Groß / Kagelmann byli pierwszą parą sportową, która w międzynarodowych zawodach wykonała podwójnego wyrzucanego axla i potrójnego wyrzucanego lutza (prawdopodobnie drugi ze skoków nie był wylądowany, gdyż para nie jest wymieniana w oficjalnych statystykach).

## Osiągnięcia
Z Manuelą Groß
| Zawody               | 68–69          | 69–70          | 70–71          | 71–72          | 72–73          | 73–74          | 74–75          | 75–76          |                |                |                |                |                |                |                |                |                |
| Międzynarodowe       | Międzynarodowe | Międzynarodowe | Międzynarodowe | Międzynarodowe | Międzynarodowe | Międzynarodowe | Międzynarodowe | Międzynarodowe | Międzynarodowe | Międzynarodowe | Międzynarodowe | Międzynarodowe | Międzynarodowe | Międzynarodowe | Międzynarodowe | Międzynarodowe | Międzynarodowe |
| -------------------- | -------------- | -------------- | -------------- | -------------- | -------------- | -------------- | -------------- | -------------- | -------------- | -------------- | -------------- | -------------- | -------------- | -------------- | -------------- | -------------- | -------------- |
| Igrzyska olimpijskie |                |                |                | 3              |                |                |                | 3              |                |                |                |                |                |                |                |                |                |
| Mistrzostwa świata   |                | 7              | 4              | 4              | 3              | 4              | 3              | 4              |                |                |                |                |                |                |                |                |                |
| Mistrzostwa Europy   | 7              | 7              | 4              | 3              | 4              | 4              | 3              | 4              |                |                |                |                |                |                |                |                |                |
| Blue Swords          |                | 2              | 1              |                | 1              | 1              | 2              | 1              |                |                |                |                |                |                |                |                |                |
| Krajowe              |                |                |                |                |                |                |                |                |                |                |                |                |                |                |                |                |                |
| Mistrzostwa NRD      | 2              | 2              | 1              | 1              |                | 1              | 2              | 2              |                |                |                |                |                |                |                |                |                |